# Evangeline Lilly
Nicole Evangeline Lilly (Fort Saskatchewan, 3 de agosto de 1979) é uma atriz, modelo e escritora canadense. É conhecida por seus papéis como Kate Austen na aclamada série de televisão Lost, como a elfa Tauriel em O Hobbit: A desolação de Smaug, O Hobbit: A Batalha dos Cinco Exércitos, e como Hope Van Dyne, a Vespa em Homem-Formiga, Homem-Formiga e a Vespa e em Vingadores: Ultimato.

## Biografia

### Infância e juventude
Lilly nasceu em Fort Saskatchewan, Alberta, Canadá, em uma família cristã evangélica. Seu pai é professor de economia doméstica e sua mãe consultora. Lilly tem duas irmãs. Sua irmã caçula, Andrea, foi descrita por Evangeline como "a atriz da família". Durante a infância, a família não dispunha de um aparelho de televisão em casa.
Antes de deixar a cidade de Fort Saskatchewan com dez anos de idade, ela estudou em três escolas primárias: Fort Elementary, Rudolph Henning e James Mowat Elementary. Durante uma entrevista por telefone com um jornal local, o "The Record", Evangeline disse: "Quando eu era pequena, Fort era uma cidade muito pequena. Eu podia, com cinco anos de idade, pedalar com minha bicicleta de ponta a ponta da cidade... Para mim, Fort Saskatchewan traz muitas boas lembranças. Eu considero-a um pequeno e feliz refúgio".
Lilly, por um breve período, atuou como missionária estrangeira e viveu numa cabana nas Filipinas até completar dezoito anos. Lá foi-lhe oferecido um posto missionário por dois anos, e quase aceitou, mas acabou por recusar a pedido dos pais. Lilly foi assistente de bordo da Royal Airlines e é fluente em francês.

### Carreira

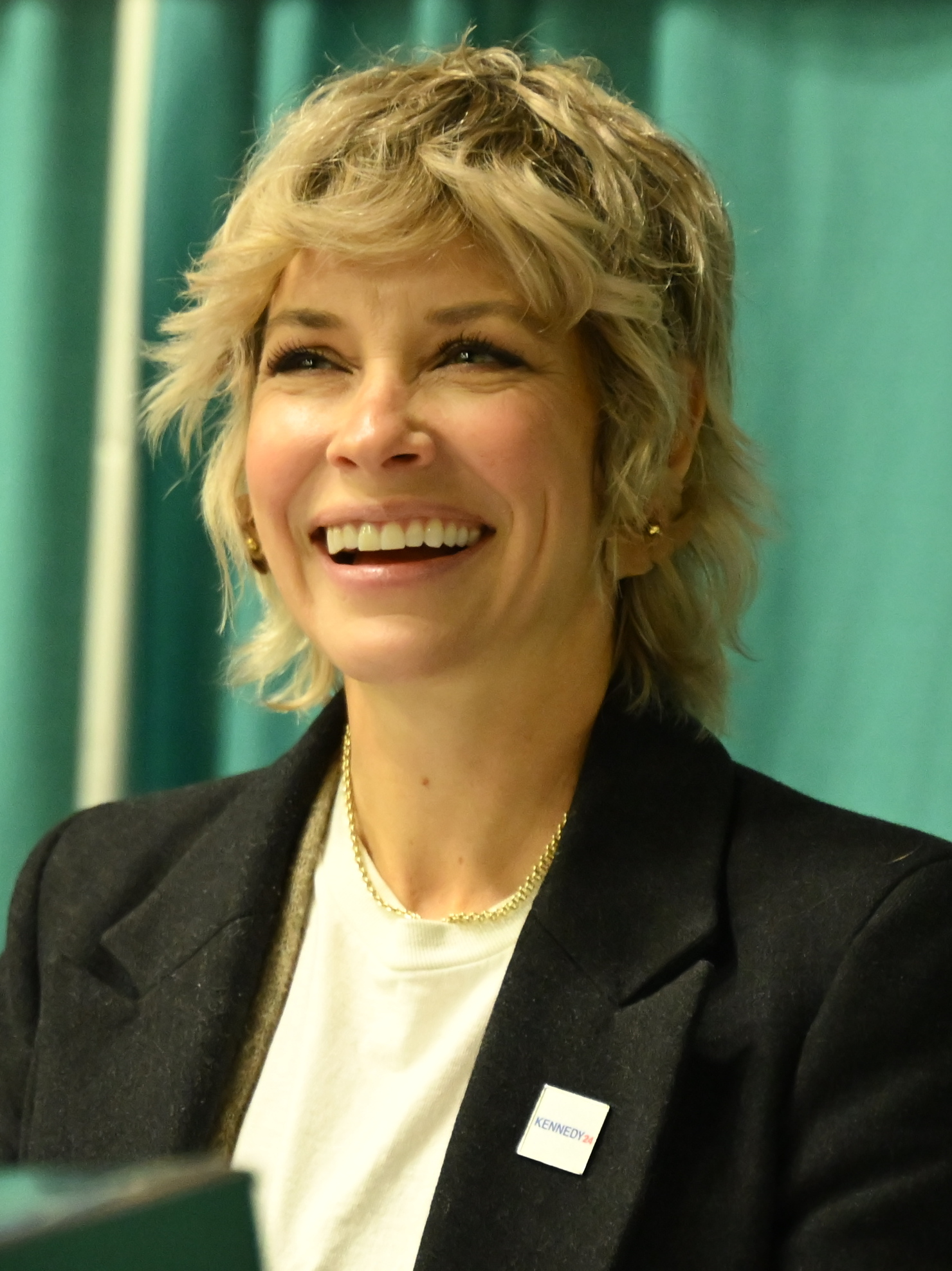
Evangeline Lilly em 2023.

Lilly foi descoberta nas ruas de Kelowna, Colúmbia Britânica pela Agência de Modelos Ford. Embora, inicialmente, ela tenha pensado em deixar a carreira de modelo ela seguiu em frente e assinou um contrato com a Ford o que ajudou a pagar sua faculdade (University of British Columbia) e despesas. Apesar de ter assinado com a Agência Ford ela nunca atuou como modelo fashion, ela trabalhava, ao invés disso, no setor de interpretação que eles possuíam.
Ela começou a carreira de atriz fazendo pequenas aparições em séries como Smallville (2001) e na série de horror sobrenatural Kingdom Hospital (2004). O primeiro papel em que Lilly apareceu falando foi em Lost (2004) interpretando a fugitiva Kate Austen.
Quando Lilly foi convidada para interpretar Kate no seriado Lost, sua principal preocupação foi conseguir um visto de trabalho para poder entrar nos Estados Unidos. Faltando dias para o início das gravações e sem novidades sobre seu visto de entrada, os diretores de elenco foram forçados, irritadamente, a recomeçar a escalação para o papel de Kate. Após aproximadamente vinte audições, o visto de Lilly foi emitido mas só chegou aos sets de filmagens um dia depois.
Com o sucesso de sua personagem em Lost, ela foi votada para o Breakout Stars de 2004 pela Entertainment Weekly e em 2007 foi eleita pela TV Guide como a mulher mais sexy da TV, e ainda ficou em oitavo lugar na lista das 100 mulheres mais sexy do mundo do FHM de 2006 e ficou com o segundo lugar na lista Hot 100 da Maxim, em 2005, no 67º lugar na lista de 2006 e no 68° na lista de 2007. Em 14 de dezembro de 2006, Evangeline foi indicada para o Globo de Ouro na categoria de melhor atriz em série de drama, sua atuação na série também lhe conquistou, ao total, 6 indicações consecutivas ao Saturn Awards na categoria melhor atriz em série de drama. O colunista Robert Bianco do USA Today elogiou o desempenho de Lilly no episódio "Eggtown", dizendo que era digno de um Primetime Emmy Awards. Lilly teve bonecos de ação inspirados em sua personagem Kate Austen lançados durante as férias de 2006.
Protagonizou o suspense Afterwards em 2007, e participou também dos filmes Guerra ao Terror em 2008, e Gigantes de Aço da Warner Bros em 2011.
Lilly fez diversos trabalhos publicitários, ela foi o rosto do perfume feminino Cool Water, de Davidoff, e em 2009 foi anunciada como nova modelo da marca de cosméticos L'Oréal.
Com o término de suas filmagens em Lost, Lilly fez planos para parar de atuar, ela recusou diversos trabalhos, porém em 2011 ela aceitou o convite do diretor Peter Jackson a participar no filme O Hobbit: A desolação de Smaug segundo filme da franquia O Hobbit, baseado na obra de J.R.R Tolkien, onde é a única personagem feminina do filme, que aliás não está presente nos livros, mas Jackson achou que o filme precisaria de uma força feminina no elenco, e assim veio o convite. Em 2014 Lilly volta a interpretar a elfa Tauriel na sequencia O Hobbit: A Batalha dos Cinco Exércitos, último filme da trilogia.
Em 2015 Lilly estrela o filme de super-herói Homem-Formiga, da Marvel, ao lado de Paul Rudd e Michael Douglas.

### Literatura

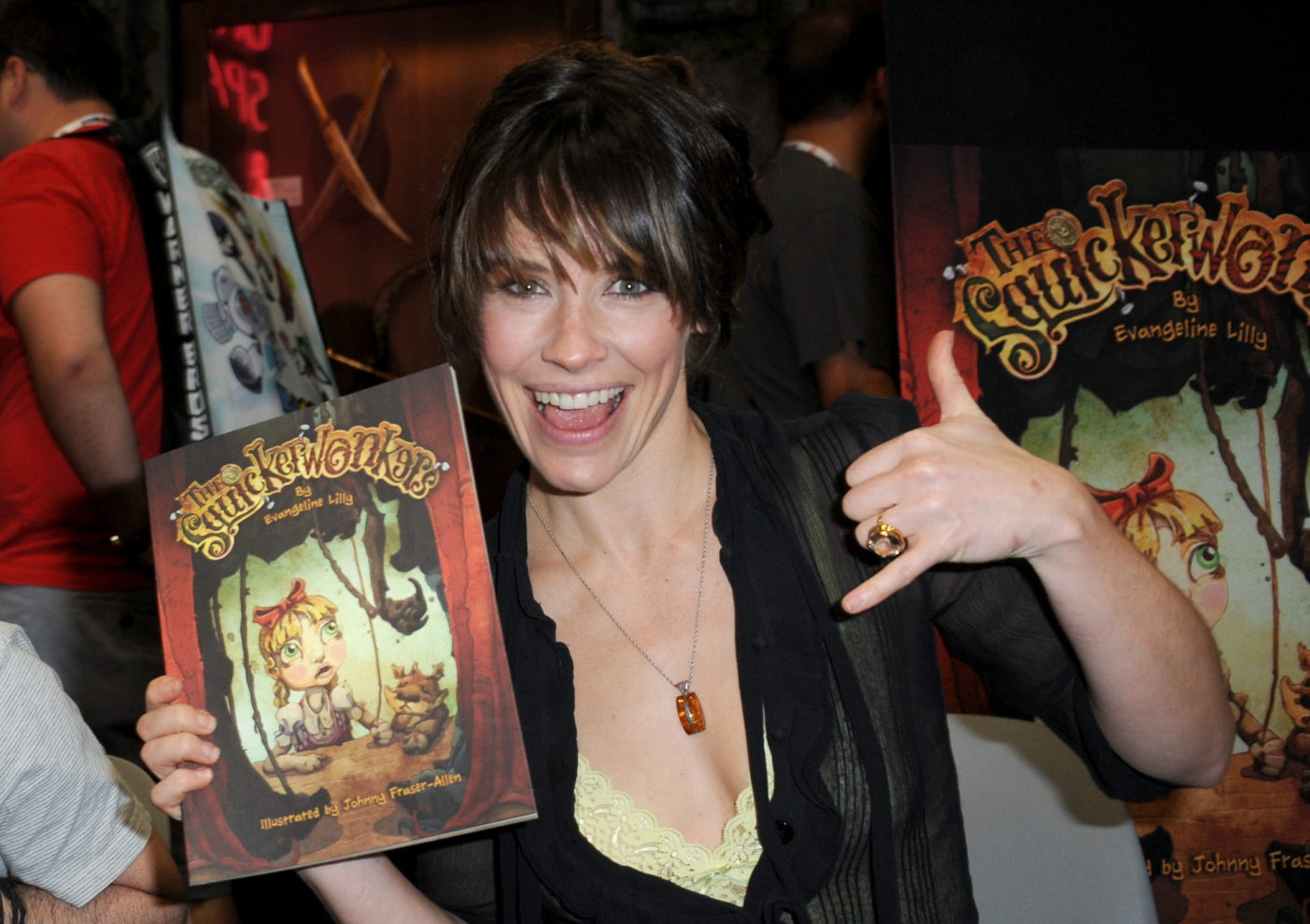
Lilly na edição de 2013 da San Diego Comic-Con International.

Em 18 de julho de 2013, Lilly lançou o livro, intitulado "Os Squickerwonkers". O evento de lançamento foi realizado na edição de 2013 da San Diego Comic-Con International, onde ela participou de uma sessão de autógrafos para o trabalho, além de fornecer um desempenho de leitura. Lilly afirmou que a ideia do livro veio pela primeira vez quando ela tinha 14 anos. O prefácio do livro foi escrito pelo diretor Peter Jackson e pelas roteiristas Philippa Boyens e Fran Walsh. Ela descreveu o trabalho como uma série de livros gráfico projetado para crianças, afirmando que o livro é sobre uma jovem que se junta a um grupo de personagens que ela descreveu como "os Squickerwonkers, eles são estranhas criaturas que têm certos vícios".
Lilly afirmou que os livros futuros irão cada um revelar um novo personagem.
O ilustrador do livro é Johnny Fraser-Allen, da Weta Workshop, empresa de design físico situada na Nova Zelândia, que trabalhou em filmes, incluindo a trilogia O Hobbit e a trilogia O Senhor dos Anéis. Lilly afirmou que o objetivo era fazer um livro que gostaria de ter lido quando criança.

### Vida pessoal
Lilly foi casada com o jogador canadense de hockey Murray Hone e, em 2009, reatou um namoro com o colega de trabalho, o também ator da série Lost, Dominic Monaghan. Seus apelidos conhecidos são "Evie" e "Monkey" (macaca), este último colocado pelos colegas de elenco devido sua grande habilidade para subir em árvores, que ela incorporou em sua personagem. Seu amigo de filmagens, o ator de Lost, Josh Holloway a apelidou de "Freckles" (Sardenta), incorporando um apelido que o seu personagem Sawyer deu à personagem dela. Também é conhecida nos sets de filmagens devido a seu comportamento de garoto, sua fé cristã e sua "boca de penico".
Já declarou que "vive numa bolha", pois ela não é familiarizada com a cultura popular e não assiste televisão nem mesmo seu próprio seriado. Já declarou, também, que não faria cenas de nudez ou atuaria em cenas de sexo o que ela considerou desnecessário.
Lilly aproveitou seu status de celebridade para ajudar a promover o Just Yell Fire, um vídeo promocional que ensina a adolescentes como se defender contra sequestradores. Lilly trabalha com organizações sem fins lucrativos, como a Campanha GO. Em 2009, ela leiloou lingeries personalizadas em apoio a Task Brasil, uma organização sem fins lucrativos dedicada a ajudar as crianças de rua do Brasil, proporcionando-lhes habitação segura. Em 2010, ela leiloou três almoços em Vancouver, Honolulu, e Los Angeles para ajudar viúvas e órfãos em Ruanda, um país onde ela fez inúmeras viagens como parte de seu trabalho de caridade.
Em 20 de dezembro de 2006 a casa de Lilly em Kailua, Hawaii ficou completamente destruída por um incêndio enquanto ela estava nos sets de filmagens de Lost. A causa do incêndio foi determinada como sendo por falha elétrica.
Em 9 de maio de 2007 em um episódio do Jimmy Kimmel Live, Evangeline contou sobre sua profunda necessidade de deixar sua cidade natal após a formatura na escola secundária. Ela viajou muito até chegar ao ponto onde sua vida se encontra hoje, mudando de cidade em cidade, aproximadamente a cada seis meses. Declarou, também, que em cada cidade ela adotava uma personalidade diferente, por exemplo, ela poderia decidir que em uma cidade assumiria a identidade de uma "CDF" e em outra decidir que seria uma irresponsável líder de torcidas e, de brincadeira, declarou que dessa maneira poderia namorar diferentes homens.
Em maio de 2011 nasceu seu filho, fruto do relacionamento com seu namorado Norman Kali.

## Filmografia

### Cinema
| Ano  | Título                                    | Título (Brasil)                         | Papel                 |
| ---- | ----------------------------------------- | --------------------------------------- | --------------------- |
| 2005 | The Long Weekend                          | Quase Virgem                            | Simone                |
| 2007 | Afterwards                                | Depois de Partir                        | Claire                |
| 2008 | The Hurt Locker                           | Guerra ao Terror                        | Connie James          |
| 2011 | Real Steel                                | Gigantes de Aço                         | Bailey Tallet         |
| 2013 | The Hobbit: The Desolation of Smaug       | O Hobbit: A Desolação de Smaug          | Tauriel               |
| 2014 | The Hobbit: The Battle of the Five Armies | O Hobbit: A Batalha dos Cinco Exércitos | Tauriel               |
| 2017 | Little Evil                               | Pequeno Demônio                         | Samantha Bloom        |
| 2015 | Ant-Man                                   | Homem-Formiga                           | Hope Van Dyne         |
| 2018 | Ant-Man and the Wasp                      | Homem-Formiga e a Vespa                 | Hope Van Dyne / Vespa |
| 2019 | Avengers: Endgame                         | Vingadores: Ultimato                    | Hope Van Dyne / Vespa |
| 2022 | Ant-Man and the Wasp: Quantumania         | Homem-Formiga e a Vespa: Quantumania    | Hope Van Dyne / Vespa |

### Televisão
| Ano       | Título           | Papel                       | Episódios                  |
| --------- | ---------------- | --------------------------- | -------------------------- |
| 2001-2004 | Smallville       | Extra                       | 4 episódios; não-creditada |
| 2003-2004 | Tru Calling      | Extra                       | Não-creditada              |
| 2004      | Kingdom Hospital | Namorada de Benton          | 1 episódio                 |
| 2004-2010 | Lost             | Kate Austen                 | 108 episódios              |
| 2021      | What If...?      | Hope Van Dyne / Vespa (voz) | 1 episódio                 |

## Principais prêmios e indicações
Globo de Ouro 
| Ano  | Categoria                      | Título | Resultado |
| ---- | ------------------------------ | ------ | --------- |
| 2007 | Melhor atriz em série de drama | Lost   | Indicado  |

Screen Actors Guild
| Ano  | Categoria     | Título           | Resultado |
| ---- | ------------- | ---------------- | --------- |
| 2006 | Melhor elenco | Lost             | Venceu    |
| 2009 | Melhor elenco | Guerra ao Terror | Indicado  |

Critics' Choice Awards
| Ano  | Categoria                     | Título                         | Resultado |
| ---- | ----------------------------- | ------------------------------ | --------- |
| 2014 | Melhor atriz em filme de ação | O Hobbit: A Desolação de Smaug | Indicado  |

Satellite Awards
| Ano  | Categoria                      | Título | Resultado |
| ---- | ------------------------------ | ------ | --------- |
| 2005 | Melhor atriz em série de drama | Lost   | Indicado  |

MTV Movie Awards
| Ano  | Categoria   | Título                         | Resultado |
| ---- | ----------- | ------------------------------ | --------- |
| 2014 | Melhor luta | O Hobbit: A Desolação de Smaug | Venceu    |

Saturn Awards
| Ano  | Categoria                                 | Título                                  | Resultado |
| ---- | ----------------------------------------- | --------------------------------------- | --------- |
| 2005 | Melhor atriz em série de drama            | Lost                                    | Indicado  |
| 2006 | Melhor atriz em série de drama            | Lost                                    | Indicado  |
| 2007 | Melhor atriz em série de drama            | Lost                                    | Indicado  |
| 2009 | Melhor atriz em série de drama            | Lost                                    | Indicado  |
| 2010 | Melhor atriz em série de drama            | Lost                                    | Indicado  |
| 2011 | Melhor atriz em série de drama            | Lost                                    | Indicado  |
| 2014 | Melhor atriz coadjuvante em filme de ação | O Hobbit: A Desolação de Smaug          | Indicado  |
| 2015 | Melhor atriz coadjuvante em filme de ação | O Hobbit: A Batalha dos Cinco Exércitos | Indicado  |
| 2016 | Melhor Atriz Coadjuvante                  | Homem Formiga                           | Indicado  |